# Ektal
Ektal is een ritmische cyclus uit de Hindoestaanse muziek, en heeft 12 matras, in drie groepen van elk vier gerangschikt. De theka is:
DHIN DHIN DHAGE TIRIKITI | TU NA KAT TA | DHAGE TIRIKITI DHIN NA
De structuur is derhalve:

sam - khali - thali
Zie ook: Lijst van Hindoestaanse talas